# SN 2011jp
SN 2011jp – supernowa typu II P, odkryta 27 grudnia 2011 roku w galaktyce NGC 1154. W momencie odkrycia miała maksymalną jasność 15,5m.